# Boca
Boca (někdy i Bocianka) je říčka na Liptově, na území okresu Liptovský Mikuláš. Je to levostranný přítok Váhu s délkou 18,5 km a vodním tokem III. řádu. Má sněhově-dešťový režim odtoku.

## Pramen
Pramení v Nízkých Tatrách, v geomorfologickém podcelku Ďumbierské Tatry, pod Bocským sedlem (1506 m), v nadmořské výšce přibližně 1400 m.

## Popis toku
Nejprve teče na východ přes Starobocianskou dolinu až k obci Vyšná Boca, kde přibírá dva pravostranné přítoky zpod Čertovice, Kliesňovou a Čertovicu. Dále protéká intravilánem obce, zprava přibírá přítok z doliny Podvrch, Grúňový potok a stáčí se na sever. Vytváří dlouhou Bocianskou dolinu, teče přes intravilán Nižné Boce v střední části doliny, z levé strany přibírá Chopcovicu a pokračuje přímo na sever.
V ústí sousední Malužinské doliny přibírá Malužinou zprava, obloukem se stáčí na severozápad a teče přes intravilán obce Malužiná. Pod obcí zleva přibírá Svidovský potok a dále se postupně stáčí směrem na severoseverovýchod. U myslivny Michalovo přibírá levostranný Michalovský potok a vstupuje do Liptovské kotliny. Zde protéká vedle osady Šmýkanec a na katastrálním území obce Kráľova Lehota, u osady Červený Kút, se vlévá do Váhu.

## Geomorfologické celky
- Nízké Tatry, geomorfologické podcelky:
  - Ďumbierské Tatry (horní tok)
  - Na středním a zčásti dolním toku tvoří Boca hranici mezi podcelky Kráľovohoľské Tatry na východě a Ďumbierské Tatry na západě
- Podtatranská kotlina, geomorfologická podsestava:
  - Liptovská kotlina

## Přítoky
- Pravostranné: přítok ze severního svahu Rovienek (1602 m), Kliesňová, Čertovica, Grúňový potok, dva krátké přítoky zpod kóty 1366 m, přítok ze severovýchodního svahu Fišiarky, Fišiarsky potok, přítok ze severozápadního svahu Oleškové (1167 m), Malužiná, přítok z jižního svahu Mníchu (1150 m)
- Levostranné: dva přítoky z jihovýchodních svahů Rovné hole (1723 m) , přítok z jihovýchodního svahu Chopce (1548 m), přítok z východního svahu Chopce, krátký přítok ze severovýchodního úpatí Chopce, Chopcovica, přítok z oblasti Lučiny, přítok ze severovýchodního svahu Červené (1202 m), přítok z Jalovičí doliny, Svidovský potok, Michalovský potok

## Ústí
Do Váhu se vlévá v Liptovské kotlině na katastrálním území obce Kráľova Lehota, severozápadně od jejího centra, oproti osadě Červený Kút v nadmořské výšce cca 658 m.

## Obce
Boca protéká katastrálním územím 4 obcí, přičemž teče i jejich intravilánem:
- Vyšná Boca
- Nižná Boca
- Malužiná
- Kráľova Lehota